# Salmacis (Cària)
|  | Aquest article tracta sobre l'antiga ciutat grega. Si cerqueu la nimfa, vegeu «Salmacis». |

Salmacis (grec antic: Σαλμακίς) va ser una antiga ciutat grega de Cària que, almenys en un període de l'època clàssica, va tenir una certa autonomia política; després, però, esdevingué un districte d'Halicarnàs. També era el nom d'una font situada en aquest indret.
Estrabó només esmenta la font Salmacis, i diu que es trobava a Halicarnàs. Alguns creien que aquesta font tenia la propietat de convertir en efeminats els qui en bevien.
Vitruvi situa la font Salmacis a l'extrem occidental de la badia d'Halicarnàs, on hi havia un temple d'Afrodita i Hermes.
Segons Flavi Arrià, era una de les acròpolis de la ciutat d'Halicarnàs.
Salmacis apareix també en l'anomenada Inscripció de Ligdamis, que procedeix d'Halicarnàs, i es data de cap a 475-450 ae. El text n'és una llei, elaborada per una assemblea que incloïa representants d'Halicarnàs i Salmacis, i tractava sobre procediments per a possibles reclamacions de terres i habitatges, i s'hi esmenta l'existència de magistrats de Salmacis encarregats del registre de béns immobles (mnémones). D'aquesta inscripció s'ha deduït que Salmacis era un assentament veí, però separat físicament d'Halicarnàs, i hi conservava una autonomia política; probablement, però, estava en procés de sinecisme.
Una altra inscripció datada d'entre 425 i 350 ae es refereix a la venda de propietats de deutors insolvents per part dels santuaris d'Apol·lo, Atenea i Pàrtenos (potser Àrtemis) d'Halicarnàs. S'hi esmenten explícitament habitatges de Salmacis i una terra a prop, la qual cosa indueix a pensar que en l'època de la inscripció Salmacis continuava estant separada físicament d'Halicarnàs, però possiblement ja hauria estat absorbida políticament per aquesta última.
Mitjançant l'anàlisi d'aquestes dues inscripcions s'ha establert que Salmacis i Halicarnàs contenien una part de població grega i una altra part cària.
Des del descobriment del 1995 d'una inscripció gravada sobre el mur d'una estoa, datada de finals del segle II ae, en què s'esmenten tant la font com la nimfa Salmacis, es pot veure al promontori de Kaplan Kalesı.